# Борш (висівковий)

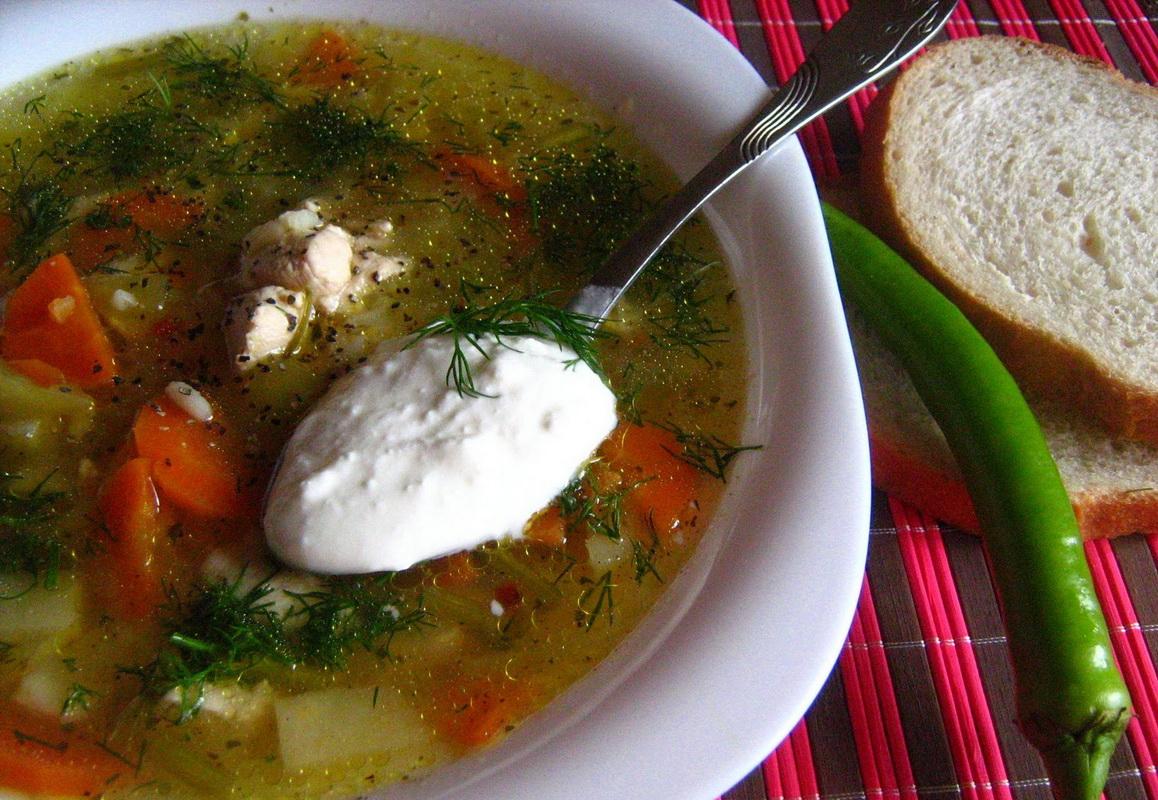
Борш — румунська та молдавська національна страва

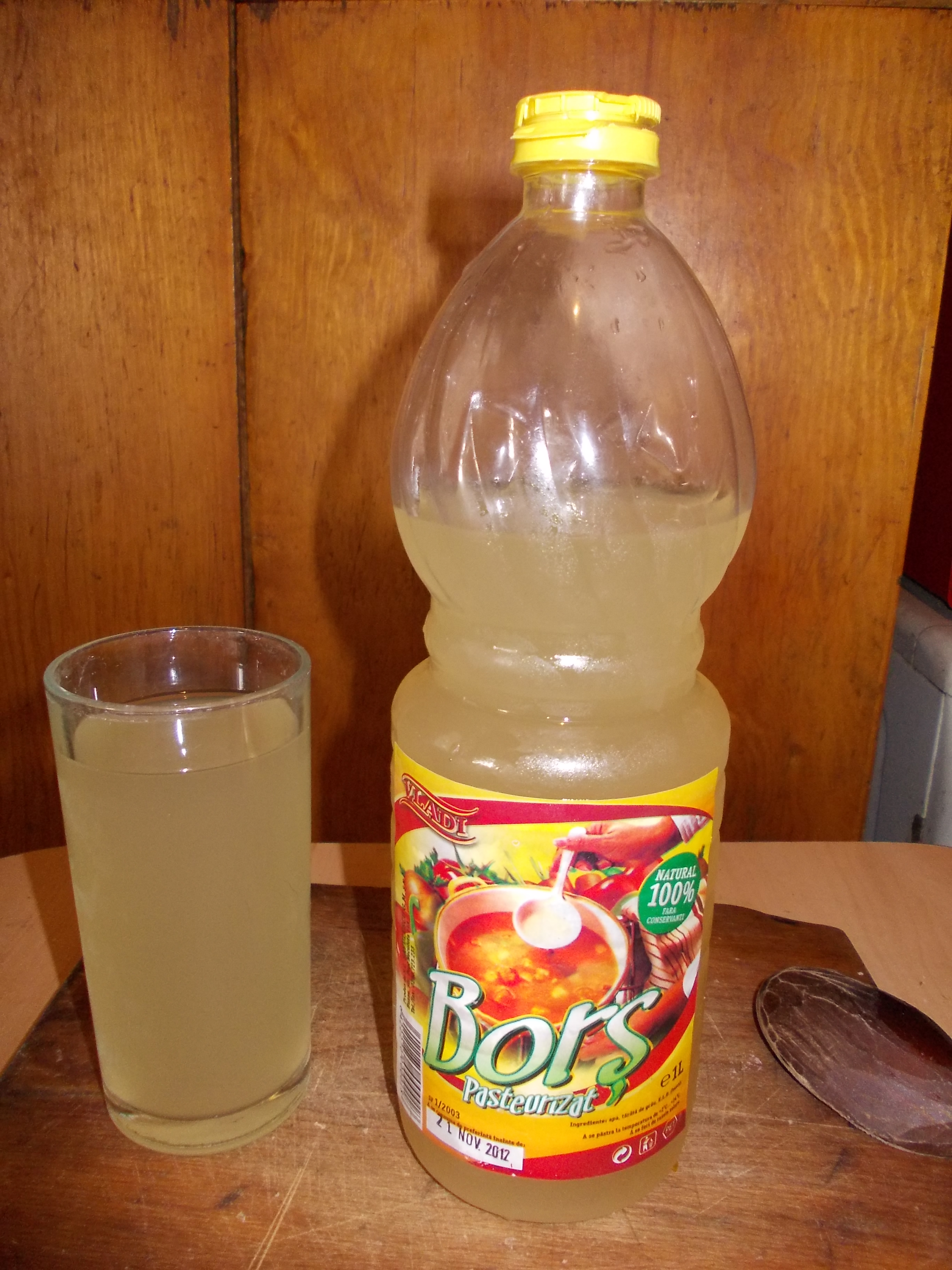
Квас борш, який є інгредієнтом однойменної страви

Борш (рум. borș) — це або (1) квас, що використовується в румунській та молдавській кухнях, або (2) кислий суп (чорба), виготовлений, як правило, з цим квасом.
Квас борш складається з води, в якій бродили пшеничні або ячмінні висівки, іноді цукровий буряк або скибка хліба. Після зціджування виходить злегка жовтувата кисла питна рідина. Такий квас містить молочну кислоту та вітаміни і мінерали, видобуті з висівок. Цілі листя любистку можна додати до квасу.
Борш також може означати кислий суп (чорбу), у якому кислий інгредієнт, як правило, борш.
Слово «борш» має спільну етимологію з українським словом борщ, але має інше значення: традиційний український борщ є буряковим супом, який румуни зазвичай називають Borş де sfeclă roșie (червоний буряковий борщ) або Borş rusesc (руський борщ), тоді як у румунській кухні слово «борш» використовується для цілої категорії кислих, ситних супів, що готуються, як правило, із однойменним квасом. У румунській кулінарії слова чорба («суп») і борш можуть бути взаємозамінними, іноді разом із zeamă («сік») та acritură («кислий матеріал»). У регіоні Богданії (нині Західна Молдова, Молдова та Буковина), де румуни жили в найтісніших контактах з українцями, слово борш означає просто будь-який кислий суп.
Румунські рецепти супів боршу можуть включати різні види овочів та будь-який вид м'яса та риби. Досить поширеним є борш/чорба з фрикадельками. Одним інгредієнтом, необхідним у всіх рецептах за румунською традицією, є листя любистку, який має характерний смак і значно покращує аромат супу.
Борш із галушками чи грибними варениками (рум. borș de burechiușe) традиційно їли на свято Богоявлення.